# Mary Wagnerová
Mary Wagnerová (* 12. února 1974) je kanadská pro-life aktivistka a vězeňkyně svědomí.
Její aktivity spočívají v tom, že uvnitř potratových klinik nebo v jejich blízkosti dává pacientkám bílé růže, letáky, nabízí jim pomoc a odrazuje je od potratu. Za své aktivity byla opakovaně odsouzena a vězněna.
Roku 2014 o ní polský režisér Grzegorz Braun natočil dokumentární film Nie o Mary Wagner (Ne o Mary Wagnerové).